# Punk Royal
|  | Denne artikel er oprettet af botten PalnaBot ud fra en ekstern database. Den kan derfor have sproglige fejl eller mangler. Denne skabelon kan fjernes efter kontrol af indholdet. |

Punk Royal er en dokumentarfilm fra 2006 instrueret af Robin Schmidt, Niels David Rønsholdt efter manuskript af Robin Schmidt.

## Handling
»Punk Royal - et brand på røven« er et ungt dansk tøjdesign firma, som på kort tid har gennemgået en turbulent udvikling. Igennem tre år følger filmen, hvordan de tre mennesker bag ideen bliver til trendsættere, og hvordan deres hippieforetagende med noget muggent militærtøj i en lille kælderbutik i København udvikler sig. På rekordtid sælger de tøj i det meste af Europa, og snart er de klar til at blive lanceret i USA. Pludselig handler det ikke om at printe og designe nogle få stykker tøj efter lyst. Det drejer sig om at levere store mængder af fejlfrit tøj til aftalt tid. Nu skal det vise sig, om de kan overleve i en benhård modeverden, hvor der er kort fra succes til fiasko. Martin, Mette og Cibo har tilsammen en magi som et orkester, der svinger og får succes. Hvis man skifter det ene medlem ud, kan det hele falde til jorden.